# Breite Straße (Rostock)

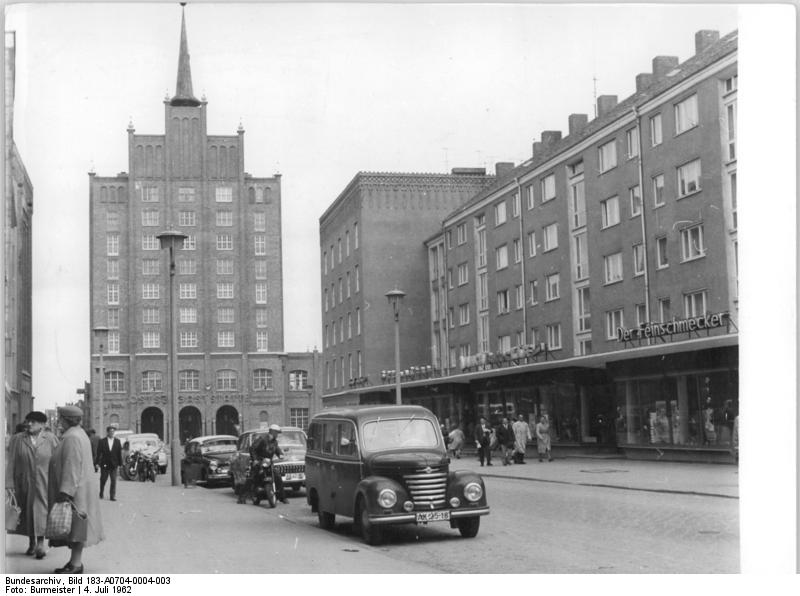
Breite Straße 1962

Die Breite Straße im historischen Stadtkern von Rostock ist eine Fußgängerzone im Herzen der Hansestadt.
Die Breite Straße verbindet den Universitätsplatz – den einstigen Hopfenmarkt – der sich in der Mitte der heutigen Kröpeliner Straße befindet, mit der Langen Straße. Ihren Namen verdankt sie ihrer – für mittelalterliche Verhältnisse – großen Breite. Sie ist Teil der historischen Rostocker Neustadt. Da sie, zusammen mit der nördlich anschließenden Schnickmannstraße, den zentralen Hopfenmarkt mit dem Stadthafen verband, war sie eine der Rostocker Hauptstraßen und dementsprechend, v. a. zum Hopfenmarkt hin, mit repräsentativen Giebelhäusern bebaut. Im Laufe der Jahrhunderte wurden diese Häuser immer wieder dem Zeitgeschmack angepasst, vor dem Zweiten Weltkrieg trug sie stark historisierende Züge. Durch das Vier-Nächte-Bombardement Ende April 1942 der britischen Luftwaffe wurde die Breite Straße, mit Ausnahme des vier Jahre zuvor eröffneten UFA-Filmpalastes, vollständig zerstört.
Im Zuge des Wiederaufbaus in den 1950er Jahren versah man die Breite Straße ausschließlich mit modernen, funktionalistischen Gebäuden. Die heutige Breite Straße verfügt über eine sehr attraktive Infrastruktur, so findet man neben mehreren gastronomischen Einrichtungen eine Filiale eines deutschen Warenhauskonzerns an der Ecke Lange Straße. Besondere Anziehungskraft gewann sie dadurch, dass sie bereits 1961, zusammen mit der nahen Kröpeliner Straße, zur Fußgängerzone erklärt wurde.